# Bund Evangelischer Täufergemeinden
Der Bund Evangelischer Täufergemeinden (früher: Gemeinden Evangelisch Taufgesinnter II (ETG), Fröhlichianer, kurz Bund ETG genannt) ist eine evangelische Freikirche und zugleich Dachverband aller angeschlossenen europäischen Ortsgemeinden evangelischer Täufergemeinden. Er ist als Verein organisiert, der seinen Sitz beim jeweiligen Sekretariat hat. Seine Organe sind die Bundeskonferenz, die Bundesleitung und die Kontrollstelle.

## Geschichte
Die Gemeinschaft Evangelischer Taufgesinnter (GET) wurde von dem ehemals reformierten Pfarrer Samuel Heinrich Fröhlich gegründet. Dieser wirkte im ersten Drittel des 19. Jahrhunderts in Leutwil, entzweite sich jedoch mit den Kirchenbehörden aufgrund theologischer Differenzen. Durch seine Predigten fühlten sich jedoch viele Menschen berührt, was dazu führte, dass sich mehrere hundert außerhalb der landeskirchlichen Strukturen trafen, um ihm zuzuhören. 1832 vollzog er an 38 von ihnen die Gläubigentaufe. Die anschließende gemeinsame Einnahme des Abendmahls am Pfingstsonntag desselben Jahres wird heute als die Geburtsstunde der ETGs betrachtet.
Bis zum Ende seines Lebens (1857) gab es bereits mehr als 30 GETs, die sich über die ganze Schweiz, das Elsass und Süddeutschland verteilten. Doch auch nach seinem Tod breiteten sich die GETs weiter aus, zwar kaum mehr in der Schweiz und Deutschland, dafür aber nach Frankreich, Osteuropa (vor allem Ungarn) und Nord- und Südamerika. Gleichzeitig hatten die GETs jedoch auch damit zu kämpfen, dass sie eine relativ lose Organisation hatten. Um in den wichtigsten theologischen Fragen übereinzustimmen, wurden regelmäßige nationale und internationale Ältestenversammlungen organisiert. Außerdem besuchte man sich untereinander regelmäßig. Mit anderen evangelischen Freikirchen wurde jedoch kein Kontakt gepflegt.
Zu Beginn des 20. Jahrhunderts kam es zu einem Streit unter den Gemeinden. In den USA nannten sich die GETs „Evangelical Baptist Churches“ oder „Apostolic Christian Churches“ (ein Buchdruck um 1900 aus der Schweiz bezeichnet auch die eigene Gemeinde, die dieses Buch herausgab, als „Apostolische Christen Gemeinde“). Es begann dort ein Streit zwischen den stark mennonitisch/amisch fundierten Gemeindeteilen, die den Oberlippenbart schon traditionell als zu militärnah ablehnten, und den osteuropäisch-slawisch geprägten Gemeindeteilen, die eben den Schnurrbart traditionell als Männermode trugen. Die strengere Richtung, die ihren Mitgliedern mit dem Hinweis, als Christ solle man sich nicht der „Welt“ gleichstellen, das Tragen einer neuen Bartmode verbot, bildete zuletzt die Mehrheit, von der sich die „Apostolic Christian Church (Nazarean)“ abspaltete, die den Oberlippenbart nicht verbot. Bis heute bestehen beide Gemeindeteile in den USA fort, wobei sie sich als „Schwestergemeinden“ bezeichnen.
Die Streitfrage um den Schnauzbart wuchs auch durch die interkontinentalen Kontakte zu einem Problem in der Schweiz heran. Es spalteten sich an verschiedenen Orten die GETs, forciert durch die strengere Seite, wie z. B. 1905 in Basel, als dort der strengere Teil bei einem Treffen entschied, diejenigen nicht mehr anzuerkennen, die ihre strengere Sicht nicht teilten. Bis alle Gemeinden davon betroffen waren, dauerte es noch mehrere Jahre. Letztlich bildete nach den Spaltungen an den meisten Orten die strengere Gruppe die Überzahl. So waren z. B. die Verhältnisse zwischen „vertragsamer“ GET (= den Schnauzer erlaubend) und „unvertragsamer“ GET (= den Schnauzer verbietend) in Langnau ¼ zu ¾, nur behielt der liberalere Teil das Gemeindehaus und der konservative baute sich ein neues in Bärau, das bis heute an dieser Stelle existiert.
Obwohl der strengere Teil zuerst die Mehrheit bildete, konnte er seine Gemeindezahlen nicht halten und schrumpfte immer mehr zusammen. Auch entwickelten sich beide Gemeindeteile zunehmend theologisch auseinander, besonders seitdem die liberalen GETs nach einem ebenfalls merklichen Schrumpfungsprozess sich ab 1984 als neue Gruppe unter der Bezeichnung „Bund der Evangelischen Täufergemeinden“ (= ETG) formierten. Damit ging ein Liberalisierungsprozess einher, theologisch, ökumenisch und insgesamt eher Richtung evangelikal. Auch dieser Prozess war nicht einheitlich und es verblieben außerhalb dieses neuen Gemeindebundes einiges GETs der vertragsamen Seite, die ein konservativeres Profil beibehalten wollten (sie setzten an den beibehaltenen Gemeindenamen die Bezeichnung „Nazarener“ in Klammern, z. B. in Breidenbach, Hessen).
In Deutschland nannten sich die GETs der unvertragsamen Seite, die Schnauzbartgegner, oft „Altmennoniten“. Sie hatten 1964 acht regelmäßige Versammlungsorte, z. T. nur Hauskreise.
Zwar wurden verschiedene Versuche unternommen, sich wieder zu vereinen, z. B. 1940 bei einer Ältestenzusammenkunft für die Schweiz, jedoch blieben alle ohne Erfolg. Zwischen der extrem strengen (GETs unvertragsamer Teil und Altmennoniten) und der offeneren Richtung (ETGs, GETs (Nazarener)) gibt es heute weder Beziehungen noch Zusammenarbeit, aber auch zwischen den ETGs und den GETs (Nazarener) gibt es diese z. T. nicht.
In einer Darstellung der eigenen Gemeindegeschichte beschreibt die ETG ihren Werdegang kurz so: Durch den Zweiten Weltkrieg und die dadurch entstandene Unterbrechung der internationalen Beziehungen entfremdeten sich die Gemeinden. In gewissen theologischen Fragen gab es nun unterschiedliche Auffassungen, dafür war man nun jedoch offener für andere Denominationen. Dabei spielte auch eine große Rolle, dass die ETGs nach wie vor keiner Organisation untergeordnet waren. Um die Gemeinden und vor allem auch die verschiedenen inzwischen gegründeten Institutionen besser koordinieren zu können, wurde schließlich 1984 in Bern der Bund der Evangelischen Täufergemeinden gegründet. Mitglieder können alle europäischen Ortsgemeinden der ETG werden.

## Werke, Einrichtungen und Ökumene
Werke und Einrichtungen in Deutschland und der Schweiz, die dem Bund ETG nahestehen, aber als selbständige Vereine arbeiten, sind: EMD – Fachstelle für interkulturelle Zusammenarbeit (EMD) in Weinfelden und Ludwigsburg, die Genossenschaft „HILFE“ in Zürich, das Evangelische Freizeitheim CREDO in Wilderswil und das Evangelische Freizeitheim „Lindenwiese“ in Überlingen am Bodensee. Zudem arbeitet der Bund ETG mit dem Ausbildungs- und Tagungszentrum Bienenberg (ATB) in Liestal bei Basel zusammen. Mitglied ist der Bund ETG im Verband Evangelischer Freikirchen und Gemeinden in der Schweiz. Viele Ortsgemeinden sind auch Mitglied der Schweizerischen Evangelischen Allianz.

## Mitgliedsgemeinden
Die Mitgliedsgemeinden des Bundes ETG liegen in Deutschland (10), der Schweiz (22) und Frankreich (3).
Gemeinden in Deutschland gibt es (Stand 2010) in Oppelsbohm (Gemeinde Berglen), Scheppach, Balingen, Breidenbach, Öhringen, Nürnberg, Offstein, Karlsruhe-Durlach, Ludwigsburg, Neuhütten (Gemeinde Wüstenrot), Siegelsbach, Spaichingen und Bambergen (Stadt Überlingen).
Gemeinden in der Schweiz gibt es (Stand 2010) in Au (Gemeinde Wädenswil), Bachenbülach, Basel, Bern, Bischofszell, Chaindon, Diessbach bei Büren, Erlen TG, Erlenbach ZH, Grub AR, Hombrechtikon, Giebel (Gemeinde Langnau im Emmental), Mettmenstetten, Pfäffikon ZH, Rümlang, Rüti ZH, Schlieren, Stäfa und Zürich.

## Mitgliederzahlen
Der Bund ETG gibt seine aktuelle Mitgliederzahl selbst mit insgesamt 2.500 an.